# Српска аикидо федерација
Српска аикидо федерација (САФ) је аикидо организација на простору југоисточне Европе. У њеном саставу вежба преко 300 вежбача у тринаест клубова у градовима Србије. Осим клубова у Србији има клубове који су јој придружени чланови у Црној Гори, Македонији и Јужноафричкој републици. Такође, сталну сарадњу има са клубовима у Републици Српској, Бугарској, Румунији, Хрватској и Швајцарској.
Сви клубови САФ поштују принципе и раде аикидо на начин који је утемељио оснивач ове вештине Морихеј Уешиба. 
САФ је организација која вуче корене из давне 1982. године када је на овим просторима основана прва аикидо организација, Аикидо друштво „Београд“.
Аикидо друштво „Београд“ касније прераста у Југословенску аикидо федерацију, да би променом имена државе променило име у Аикидо федерацију Србије и Црне Горе. Распадом државне заједнице јавила се потреба за стварањем Српске аикидо федерације која је наследила АФСЦГ у међународним организацијама. Српску аикидо федерацију признаје Хомбу доџо (главна сала – централна аикидо организација) чије је седиште у Токију као официјелну аикидо организацију за Србију и Светска аикидо федерација на чијем је челу унук оснивача аикидоа Моритеру Уешиба. 
САФ има сталну сарадњу са јапанским инструкторима кроз семинаре који се одржавају једном до два пута годишње.
Председник САФ, Велибор Весовић, 7. Дан, је аикидо инструктор са највишим степеном у Србији и Југоисточној Европи. Заједно са Његошем Ђаковићем, 6. Дан, и Мирком Мрђом, 5. Дан, је био оснивач прве аикидо организације на овим просторима.
За 35 година бављења аикидом кроз њихове школе је прошло више од 90 посто мајстора аикида на просторима бивше СФРЈ.